# لوسی لاولس
لوسی لاولس (به انگلیسی: Lucille Frances "Lucy" Lawless) زادهٔ ۲۸ مارس ۱۹۶۸ در نیوزیلند، بازیگری نیوزیلندی است که مشهورترین بازی او در مجموعهٔ تلویزیونی زینا: شاهدخت جنگجو بوده‌است.

## فیلم‌شناسی
- اسپارتاکوس: انتقام (۲۰۱۲)
- اسپارتاکوس (مجموعه تلویزیونی)
- زینا: شاهدخت جنگجو (۲۰۰۱–۱۹۹۵)
- دو مرد و نصفی (۲۰۰۵)
- اسپارتاکوس: خون و شن (۲۰۱۰)
- اسپارتاکوس: خدایان میدان نبرد (۲۰۱۱)
- تارزان (مجموعه تلویزیونی ۲۰۰۳) (۲۰۰۳)
- داستان‌های زمان خواب
- اش علیه شیطان مرده (فصل اول) (۲۰۱۵)
- اش علیه شیطان مرده (فصل دوم) (۲۰۱۶)
- اش علیه شیطان مرده (فصل سوم) (۲۰۱7)